# Čajniče
Čajniče je naselje i središte istoimene općine na krajnjem istoku Bosne i Hercegovine na granici s Crnom Gorom. 
Općina pripada entitetu Republici Srpskoj.

## Zemljopis
Nalazi se na dvadesetom kilometru ceste Goražde – Pljevlja, na nadmorskoj visini od 816 metara. Smješten je na zapadnoj obali rječice Janjine, na mjestu gdje skreće s istoka ka sjeveru. Južno od Čajniča nalazi se planina Kovač.

## Ulice
U Čajniču se nalaze ulice Pavla Đurišića, Igumana Vasilija, 14. veljače, kralja Petra I. Karađorđevića.

## Stanovništvo
Po posljednjem službenom popisu stanovništva iz 1991. godine, općina Čajniče imala je 8956 stanovnika, raspoređenih u 36 naselja.
| Stanovništvo općine Čajniče |                |                |                |
| godina popisa               | 1991.          | 1981.          | 1971.          |
| Srbi                        | 4709 (52,57 %) | 4892 (47,58 %) | 5353 (46,13 %) |
| Muslimani                   | 4024 (44,93 %) | 4880 (47,47 %) | 6065 (52,27 %) |
| Hrvati                      | 5 (0,05 %)     | 16 (0,15 %)    | 29 (0,24 %)    |
| Jugoslaveni                 | 77 (0,85 %)    | 231 (2,24 %)   | 14 (0,12 %)    |
| ostali i nepoznato          | 141 (1,57 %)   | 261 (2,53 %)   | 141 (1,21 %)   |
| ukupno                      | 8956           | 10.280         | 11.602         |

#### Čajniče (naseljeno mjesto), nacionalni sastav
| Čajniče            |                |                |                |       |
| godina popisa      | 1991.          | 1981.          | 1971.          | 1961. |
| Srbi               | 1802 (57,17 %) | 1304 (51,01 %) | 1051 (52,15 %) | 518   |
| Muslimani          | 1192 (37,81 %) | 931 (36,42 %)  | 857 (42,53 %)  | 566   |
| Hrvati             | 2 (0,06 %)     | 6 (0,23 %)     | 19 (0,94 %)    | 15    |
| Jugoslaveni        | 51 (1,61 %)    | 203 (7,94 %)   | 8 (0,39 %)     | 1     |
| ostali i nepoznato | 105 (3,33 %)   | 112 (4,38 %)   | 80 (3,97 %)    | 56    |
| ukupno             | 3152           | 2556           | 2015           | 1156  |

## Naseljena mjesta
Avlija, Batkovići, Batotići, Batovo, Bezujno, Borajno, Brezovice, Bučkovići na Bezujanci, Čajniče, Đakovići, Glamočevići, Gložin, Hunkovići, Ifsar, Kamen, Kapov Han, Karovići, Krstac, Lađevci, Luke, Međurječje, Metaljka, Milatkovići, Miljeno, Mištar, Podavrelo, Ponikve, Prvanj, Slatina, Staronići, Stopići, Sudići, Todorovići, Trpinje, Tubrojevići i Zaborak.

## Povijest
Čajnički kraj u srednjem vijeku bio je u posjedu Hranića (Kosača). I danas se ovdje nalaze ostatci vladarskih dvorova i utvrda te dinastije, od kojih se ističe srednjovjekovni grad Samobor.
Godine 1468. spominje se kao trgovište na Carigradskom drumu (Stambolskoj džadi), koji je vodio iz Bosne u Carigrad. U povijesnim dokumentima se prvi put spominje 1477. godine kao jedan od važnijih gradova u Hercegovačkom sandžaku. Razvoju Čajniča u to vrijeme posebno su doprinosili rudnici željeza, jedini u Hercegovačkom sandžaku kao i položaj koji je zauzimao na trgovačkom putu Stambolskoj džadi između Dubrovnika, pa preko Bosne do Istanbula. Poznat po kovnici srebrenoga novca iz 18. st. (srebrna akča) i majstorima obrade kovine. Ovaj gradić je bogat kulturno-povijesnim motivima. Iz 15. stoljeća datira četveroevanđelje pisano hrvatskom ćirilicom na pergamentu, koje je po mjestu nalaza nazvano Čajničko evanđelje. Osmanska je vlast potrajala do 1878. godine, kad ga zaposjeda Austro-Ugarska. Aneksijom postaje dio Austro-Ugarske.
S njome čajnički narodnosni mozaik obogatili su uz Hrvate i katolici ostalih europskih naroda – Česi, Austrijanci, Slovenci, Mađari, Talijani, Nijemci, Poljaci i dr. Katolička manjina pronoseći univerzalnost Katoličke Crkve pridonijela je svojom nazočnošću, životom, radom, djelovanjem, kulturom i tradicijom gospodarskom, prosvjetnom, kulturnom i prosvjetnom izdizanju grada na znatno višu razinu prilagođujući ga onodobnim srednjoeuropskim prilikama. Predvodili su ju brojni činovnici školovani na visokim europskim učilištima. Pokrenuli su jedine novine, jedine dosad, izgradili su razna zdanja poput parka Alborija, kompleksa Appelovo vrelo uz čajničko vrelo, u središtu grada katoličku crkvu koja je bila središte okupljanja i rađanja svega dobra što su u ovome gradu katolici stvarali. Mnogi čajnički katolički građani bili su učitelji, arhitekti, industrijalci, graditelji i umjetnici. Svi su sve do novijih vremena, stvarali sz za Čajniče za koje su živjeli, ostvarivši ovdje svoja ponajbolja djela te su srasli s gradom, bilo da su ovdje rođeni ili da su ovamo došli i prihvatili ovu sredinu kao svoju.
Svibnja 1895. godine zabilježen je veleban doček biskupa msgr Kolomana Belopotoczkoga. Mjesni katolici predvođeni svojim svećenikom dočekali su i ugostili biskupa, postavivši mu na ulazu u grad iz smjera Pljevalja impozantan slavoluk (trijumfalna vrata), iznad kojega je bio natpis Dobro nam došli, Oče biskupe, dok je od cvijeća napravljena poruka: Bog te je k nama poslao.
Godine 1902. u središtu grada izgrađena je prema projektu arhitekta Karla Paržika katolička crkva sv. Benedikta.  Čajničko za katoličko groblje nalazi se poviše pravoslavne crkve na lokaciji Kasarne.

U Kraljevini Jugoslaviji dio Sarajevske oblasti  (1922. – 29.) i Drinske banovine (1929. – 1941.). U Drugom svjetskom ratu pripao NDH, Velike župe Vrhbosne i sjedište kotarske oblasti. Demarkacijska crta završavala je kod Čajniča. Vojno je pripadao 3. domobranskom zboru. Ovim su krajevima od kraja 1941. harali četnici Jezdimira Dangića. Početkom 1942. pridružuju im se partizani koji su se povukli iz Srbije i tad paktiraju s četnicima. Uspostavljen je zajednički partizansko-četnički operativni štab za istočnu Bosnu. Na širem prostoru od Foče na jugu, do Jahorine na zapadu, Vlasenice i obližnje Srebrenice djelovalo je nekoliko tisuća pobunjenika koji su svi zajedno terorizirali muslimane. 
Užička republika prostirala se ovim krajem. Uslijedla je Operacija Trio. Talijanski zapovjednik je opravdano procijenio da preuranjena njemačko-hrvatska operacija služi sprječavanju talijanskog ulaska u istočnu Bosnu, što bi zaustavilo širenje talijanskog utjecaja, te je talijanska 5. divizija "Pusteria" 23. travnja zarobila Čajniče i stigla u okolicu Goražda. Partizanski otpor 22. talijanskoj diviziji usporio je Talijane te su se partizani povukli južnije, u talijansku zonu utjecaja. Nakon pada Užičke republike, kraj je pod kontrolom Jugoslavenske vojske u otadžbini (JVuO).
Poslije rata dio NR BiH. 
Godine 1962. pripojeno je Čajniču naselje Ždrijelo  (Sl. list NRBiH 47/62). U srpskoj agresiji na BiH Čajniče je zarana došao pod okupaciju snaga Republike Srpske, čiji je dio danas. 
Mjesna crkva obnovljena je 2011. godine. Općina Čajniče danas pripada župi Uznesenja Blažene Djevice Marije Nevesinje.

## Gospodarstvo
Drvna industrija, rudnici željeza i kvarcita.

## Poznate osobe
Poznate i značajne osobe.
- Hanka Paldum
- Tomislav Mesić, dugogodišnji glavni tajnik Hrvatskoga svjetskog kongresa[8]
- Eugen von Albori, barun, počasni građanin Čajniča[11]
- Imre Feher, pokretač prvih i jedinih novina pokrenutih u Čajniču, Čajničkih novina[11]

## Spomenici i znamenitosti
- Katolička crkva sv. Benedikta iz 1902. godine.[16][17][18] Filijala župe Nevesinje.[19]
- Pravoslavna crkva Vaznesenja Gospodnjega, iz 1492.
- Pravoslavna crkva Uspenija Presvete Bogorodice, građena od 1857. do 1863. U njoj se čuva i posebno časti poznata ikona Presvete Bogorodice – Čajnička Krasnica.[18][11]
- Sinan-begova džamija (Džamija Sinan-bega Boljanića)

## Šport

### Nogomet
- FK Čajniče
- FK Stakorina, Čajniče

### Košarka
- KK Vrelo, Čajniče

## Vanjske poveznice
- (srp.) Službene stranice Općine Čajniče